# Зорянская степь
Зорянская степь — ботанический заказник местного значения в Донецкой области. Общая площадь — 325,92 га. Находится на территории Горняцкого района Макеевского городского совета около посёлков Межевое, Высокий,Грузско-Ломовка и Грузско-Зорянское.
Целью создания заказника было сохранение и восстановление природных комплексов и их отдельных компонентов, ценных видов растений, среди которых встречаются эндемичные и реликтовые виды фитоценозов юго-востока Украины.
Создание заказника было утверждено на 31 сессии Донецкого областного совета решением 5/31-970 от 21 октября 2010 года.